# Домашний сервер
Домашний сервер — выделенный сервер (компьютер или роутер) для обслуживания других компьютерных или цифровых устройств в домашнем хозяйстве или SOHO через домашнюю сеть или Интернет. Такие сервера могут предоставлять услуги: файл-, принт-, веб-сервера (включая самохостинг сервисов интернет), веб-кэширования, медиацентра, аутентификации, делать резервное копирование и так далее. Как правило, домашний сервер выполняет несколько вышеперечисленных функций одновременно.
Обычно домашний сервер не требует большой вычислительной мощности и может быть реализован на базе устаревшего компьютера, микрокомпьютера класса Raspberry Pi, Plug PC или роутера.

## История
Домашние серверы, как класс устройств, возник в середине 1990-х годов в связи с появлением в доме нескольких компьютерных/цифровых устройств, необходимостью коммуникации между ними и, как следствие, появлением домашних сетей. Удешевление компьютерных компонентов (в частности жёстких дисков), а также развитие быстрого и доступного интернета, делало вопрос появление выделенного сервера всё более насущным.

## Достоинства
- Централизованное хранение информации[3]. Хранение информации в одном месте позволяет избавиться от избыточного хранилища на каждом отдельном устройстве (ПК, планшет, PDA, смартфон, eBook), а значит и на стоимости каждого из них[4].
- Нет необходимости держать постоянно включенным главный ПК в доме[3].
- Поскольку такой сервер всегда включен, вокруг него можно строить системы автоматизации и безопасности дома[англ.][3].
- Можно размещать собственные веб-сайты и интернет-сервисы (самохостинг), доступные как из интранета, так из интернета[5].

## Недостатки
- Так как сервер постоянно включен, затраты на электричество могут быть значительными, если не выбирать энергосберегающие решения.
- Забота о работоспособности, как правило, лежит на владельце.